# René Block
Pour les articles homonymes, voir Block.
René Block, né en 1942 à Velbert (Pays de Berg), est un galeriste, éditeur d'art, collectionneur d'art et commissaire d'exposition allemand.